# Attila Korodi
Attila Korodi (n. 23 iunie 1977, Miercurea Ciuc, România) este un om politic român de naționalitate maghiară, care a îndeplinit funcția de ministru al mediului și dezvoltării durabile în Guvernul Tăriceanu, în Guvernul Ungureanu și în Guvernul Ponta (3).

## Biografie
Attila Korodi s-a născut la data de 23 iunie 1977, în orașul Miercurea Ciuc (județul Harghita), într-o familie de etnie maghiară. A urmat cursurile Liceului Teoretic „Márton Áron” din Miercurea Ciuc, secția matematică-fizică (1991-1995), apoi cursurile de inginerie economică în limba germană ale Universității Politehnica din București (secție de studiu realizată în cooperare cu Universitatea Tehnică din Darmstadt, Germania) (1995-2001) și ulterior cursuri de masterat în managementul organizațiilor, management strategic la Școala Națională de Studii Politice și Administrative din București (2001-2003).
În afară de limba maghiară (maternă) și română, Korodi vorbește și limbile engleză și germană. El este căsătorit.
Începând din anul 2005 este doctorand în relații economice internaționale la Academia de Studii Economice din București, cu tema „Impactul managementului instituțiilor europene asupra economiei naționale”.
După absolvirea facultății, a lucrat ca manager la SC INTEGRAtel S.A. (1999-2000), firmă care se ocupă de comercializarea de produse pe piața românească în domeniul soluțiilor IT. După alegerile parlamentare din anul 2000, activează o perioadă pe postul de consilier pe probleme de industrie, tehnologia informației și administrație publică al Grupului parlamentar UDMR din Parlamentul României (2000-2001). Între anii 2001-2003 lucrează la Porsche România (Importator General al mărcilor Skoda, VW, Audi, Seat, Porsche), mai întâi ca Assistant Brand Manager - Skoda (martie-decembrie 2001) și apoi Product Manager Skoda (decembrie 2001 - 2003).
În anul 2003 este angajat ca reprezentant în România al Companiei Naționale de Privatizare și Administrare a Participațiunilor Statului Ungar, ocupându-se de informarea autorității ungare despre proiectele de dezvoltare economică în România și oferind consiliere companiilor în procesul de privatizare din România. După alegerile locale din anul 2004, devine consilier județean în Consiliul Județean Harghita și în această calitate este președintele Comisiei Juridice, de Ordine Publică și de Apărare a Drepturilor Omului.

## Activitatea politică
Încă din perioada liceului s-a implicat în activități cultural-politice, îndeplinind în paralel și funcțiile de redactor la revista Liceului “Márton Áron”, „Váltóáram” (1992-1993), președintele Consiliului Elevilor din cadrul Liceului „Márton Áron” din Miercurea Ciuc (1992-1993), vicepreședinte responsabil cu membrii Uniunii Liceenilor Maghiari din România (1993-1994) și președinte al Uniunii Liceenilor Maghiari din România (1994-1995).
Devenind student, se implică în mai multe asociații de tineret, fiind conducător al Academiei de Vară pentru Consilii de Elevi
(1996-1997), vicepreședinte responsabil cu problematica politicilor de tineret al Uniunii Liceenilor Maghiari din România (1995-1997), președinte al Asociației pentru Management Civic (1997-1999), președinte al „Federației Tineri maghiari aici, acasă” (2001-2004) și membru responsabil pentru domeniul economic la Conferința Tineretului Maghiar/ Consiliul de Experți (2002-2003).
Fiind de etnie maghiară, Attila Korodi a devenit membru al UDMR, ocupând o serie de funcții în cadrul acestui organism politic creat pe baze etnice: conducătorul fracțiunii de tineret al Consiliului Reprezentaților Teritoriali UDMR din Regiunea Ciuc (1997-1999), secretar (2001 - martie 2003) și vicepreședinte (din martie 2003) la Consiliul Consultativ Unional UDMR, membru responsabil pentru domeniul social în Comisia pentru Elaborarea Programului Politic pentru Campania Electorală a UDMR din anul 2004. A urmat în iulie 2004 Școala de Vară a Conferinței Regiunilor Europene de la Olomouc (Cehia), specializându-se în Managementul Proiectelor Europene.
După alegerile parlamentare din noiembrie 2004, este desemnat de către UDMR pentru a ocupa postul de secretar de stat la Ministerul Mediului și Gospodăririi Apelor, ocupându-se de coordonarea Departamentului de Integrare Europeană, coordonarea procesului de integrare europeană în domeniul protecției mediului și coordonarea managementului fondurilor europene alocate acestui domeniu (ianuarie 2005 - aprilie 2007). Odată cu remanierea Guvernului Tăriceanu, prin realocarea ministerelor între membrii PNL și cei ai UDMR, la data de 5 aprilie 2007, Attila Korodi este numit în funcția de ministru al mediului și dezvoltării durabile.
La data de 10 aprilie 2012 a devenit din nou ministru al apei, pădurilor, mediului în Guvernul Ungureanu.
În cadrul activității sale parlamentare în legislatura 2008-2012, Attila Korodi a fost membru în grupurile parlamentare de prietenie cu Statul Israel, Republica Arabă Siriană și Republica Bulgaria. În legislatura 2008-2012, Attila Korodi a fost membru în grupurile parlamentare de prietenie cu Republica Arabă Siriană, Republica Bulgaria și Statul Plurinațional Bolivia. În legislatura 2016-2020, Attila Korodi este membru în grupurile parlamentare de prietenie cu Republica Federală Germania, Republica Libaneză, Republica Irak și Republica Austria.
În legislatura 2008-2012, Attila Korodi a inițiat 16 propuneri legislative, din care 5 au fost promulgate legi. În legislatura 2012-2016, Attila Korodi a inițiat 37 de propuneri legislative, din care 13 au fost promulgate legi. În legislatura 2016-2020, Attila Korodi a inițiat 66 de propuneri legislative, din care 18 au fost promulgate legi.
La alegerile locale din 2020, Attila Korodi este ales primar al municipiului Miercurea Ciuc, câștigând cu 8.072 de voturi (73,78%), cu o diferență mai mare de 60% față de Tőke Ervin, principalul său contracandidat, care a obținut 1.340 de voturi (12,24%).